# Bosc Estatal de Camporrells
El Bosc Estatal de Camporrells (oficialment en francès Forêt domaniale des Camporeys) és un bosc del terme comunal de Formiguera, a la comarca del Capcir, de la Catalunya del Nord.
El bosc, de 42,46 km², està situat a prop de l'Estany de Camporrells, a prop de l'extrem occidental del terme comunal de Formiguera.
El bosc està sotmès a una explotació gestionada per l'ONF (Office national des forêts), atès que el bosc és propietat estatal, procedent de les antigues propietats reials. Té el codi F16227C dins de l'ONF.